# Jean-Claude Olry
Jean-Claude Patrice Jacques Bernard Olry (ur. 28 grudnia 1949 w Boves) – francuski kajakarz górski. Brązowy medalista olimpijski z Monachium.
Zawody w 1972 były jego jedynymi igrzyskami olimpijskimi (kajakarstwo górskie w tym roku debiutowało na igrzyskach, do programu wróciło jednak dopiero w 1992). Zajął trzecie miejsce w rywalizacji kanadyjkarzy w dwójce, partnerował mu brat Jean-Louis. Zdobył dwa medale mistrzostw świata, triumfując w 1969 w dwójce kanadyjkowej i zajmując trzecie miejsce w drużynowej rywalizacji.